# Gérard Foussier
Gérard Foussier (* 1949 in Orléans) ist ein französischer Journalist und Autor.

## Leben
Foussier studierte Germanistik an der Universität Orléans und absolvierte ein Volontariat bei den Westfälischen Nachrichten. 1976 zog er nach Köln, wo er als Redakteur bei der Frankreich-Redaktion des Deutschlandfunks und bei der Deutschen Welle tätig wurde. Von 1992 bis 2005 war er Hauptabteilungsleiter der Europa-Redaktion der Deutschen Welle. Von 2006 bis 2017 war er Chefredakteur der deutsch-französischen Zeitschrift Dokumente/Documents. Seit 2017 ist Foussier freier Journalist.

## Werke (Auswahl)
- "Allemanderies - les racines 'barbares'de la France"

Éditions Vérone, Paris 2023
- Reflexions d’un Coldoche. Deutsch-Französisches Jugendwerk, Bad Honnef 1988.
  - Mein Schwiegervaterland. Deutsch-Französisches Jugendwerk, Bad Honnef um 1988.
- Ein glückliches (W)Ehepaar. Deutsche und Franzosen in Urteil und Vorurteil. Burg, Sachsenheim 1991, ISBN 3-922801-83-8.
- Les passe-frontières. Itinéraires franco-allemands. Institut d’Allemand d’Asnières, Asnières 1993, ISBN 2-910212-00-9.
  - Grenzgänger. Deutsch-französische Lebenswege. Burg, Sachsenheim 1993, ISBN 3-929190-05-2.
- Forscher + chercheur = Forcheurs. Amitiés entre chercheurs français et allemands. Dokumente, Bonn 2015.